# Leskiopsis thecata
Leskiopsis thecata är en tvåvingeart som först beskrevs av Daniel William Coquillett 1895.  Leskiopsis thecata ingår i släktet Leskiopsis och familjen parasitflugor. Inga underarter finns listade i Catalogue of Life.